# Unione Sportiva Livorno 1960-1961
Questa voce raccoglie le informazioni riguardanti l'Unione Sportiva Livorno nelle competizioni ufficiali della stagione 1960-1961.

## Stagione
Nella stagione 1960-1961 non bastano tre allenatori a riportare fra i cadetti il Livorno, Arturo Silvestri, Ugo Conti e Aldo Campatelli. 
Se ne vanno due colonne della precedente stagione, Mauro Lessi è ceduto al Torino e Gino Raffin al Venezia, per contro arriva dalla Triestina Fulvio Varglien ed Emilio Gratton che sarà il cannonniere stagionale con 11 centri. 
Il Livorno tra le favorite del girone B della Serie C, patisce l'ennesimo incerto avvio che costa la panchina a Silvestri, dopo la vittoria dell'esordio, la seconda vittoria arriva solo all'ottavo turno di campionato. 
L'undici amaranto riesce a recuperare terreno e quindi a rientrare in corsa per la promozione, ma sarà poi la sconfitta interna con la Lucchese per 2-3 alla fine di febbraio, che darà il colpo di grazia alle speranze amaranto, proiettando in Serie B i cugini rossoneri lucchesi, che proprio da questa gara danno la svolta al loro campionato, che li vedranno alla fine precedere il Cagliari ed il Livorno.

## Rosa
| N. |                   | Ruolo | Calciatore         |
| -- | ----------------- | ----- | ------------------ |
|    | Italia (bandiera) | C     | Bruno Baldi        |
|    | Italia (bandiera) | C     | Valeriano Balloni  |
|    | Italia (bandiera) | D     | Giancarlo Bessi    |
|    | Italia (bandiera) | D     | Pietro Cappellino  |
|    | Italia (bandiera) | P     | Antonio Di Tommaso |
|    | Italia (bandiera) | C     | Gianni Fermi       |
|    | Italia (bandiera) | D     | Claudio Gentilini  |
|    | Italia (bandiera) | A     | Franco Ghiadoni    |
|    | Italia (bandiera) | P     | Roberto Giorgietti |
|    | Italia (bandiera) | A     | Emilio Gratton     |
|    | Italia (bandiera) | C     | Giusto Lodi        |
|    | Italia (bandiera) | C     | Mario Manenti      |
|    | Italia (bandiera) | C     | Enrico Mazzucchi   |

| N. |                   | Ruolo | Calciatore        |
| -- | ----------------- | ----- | ----------------- |
|    | Italia (bandiera) | C     | Armando Morelli   |
|    | Italia (bandiera) | A     | Francesco Mungai  |
|    | Italia (bandiera) | A     | Antonio Pellis    |
|    | Italia (bandiera) | C     | Aldo Perni        |
|    | Italia (bandiera) | C     | Luigi Pisetta     |
|    | Italia (bandiera) | A     | Gloriano Risos    |
|    | Italia (bandiera) | A     | Giancarlo Roffi   |
|    | Italia (bandiera) | D     | Silvano Scarnicci |
|    | Italia (bandiera) | C     | Graziano Taccola  |
|    | Italia (bandiera) | A     | Giuliano Turatti  |
|    | Italia (bandiera) | D     | Fulvio Varglien   |
|    | Italia (bandiera) | A     | Leario Viacava    |

## Risultati

### Serie C girone B

#### Girone di andata
| Arbitro: | Virgili (Roma) |

|                                   |           |  |
| Ghiadoni 3’ Risos 23’ Gratton 71’ | Marcatori |  |

| Arbitro: | Sanguinetti (Chiavari) |

|                 |           |                      |
| Daliana 7’, 40’ | Marcatori | 9’ Gratton 34’ Risos |

| Arbitro: | Fratti (Mantova) |

|                          |           |                     |
| Gratton 62’ Ghiadoni 65’ | Marcatori | 68’ Savoldi 75’ Uxa |

| Arbitro: | Orlando (Bergamo) |

|          |           |                |
| Gori 80’ | Marcatori | 6’ (aut.) Gori |

| Arbitro: | Galatolo (Santa Margherita Ligure) |

|            |           |              |
| Mungai 29’ | Marcatori | 19’ De Paoli |

| Arbitro: | Rimoldi (Milano) |

|               |           |  |
| Torriglia 44’ | Marcatori |  |

| Arbitro: | Zanchi (Mestre) |

|            |           |             |
| Mungai 22’ | Marcatori | 73’ Ghedini |

| Arbitro: | Caporali (Cremona) |

|                 |           |  |
| Pellis 30’, 40’ | Marcatori |  |

| Arbitro: | Lojacono (Palermo) |

|              |           |               |
| Brunelli 69’ | Marcatori | 88’ Mazzucchi |

| Arbitro: | Gioggi (Roma) |

|  |           |                           |
|  | Marcatori | 10’ Lodi 31’, 78’ Gratton |

| Arbitro: | Gonella (Asti) |

|                         |           |                |
| Pellis 21’ Ghiadoni 45’ | Marcatori | 63’ Taffarello |

| Arbitro: | Marengo (Chiavari) |

|                                    |           |                     |
| Varglien 77’ Cappellino 81’ (rig.) | Marcatori | 66’ (rig.) Bortolon |

| Arbitro: | Orlando (Bergamo) |

|               |           |  |
| Bonizzoni 41’ | Marcatori |  |

| Arbitro: | Pignatta (Torino) |

|         |           |  |
| Lodi 6’ | Marcatori |  |

| Arbitro: | Ciferri (Roma) |

|            |           |  |
| Pellis 75’ | Marcatori |  |

| Arbitro: | Gioggi (Roma) |

|                            |           |  |
| Rossi 72’ Serradimigni 79’ | Marcatori |  |

| Arbitro: | Sabatella (Potenza) |

|  |           |                       |
|  | Marcatori | 37’ Morelli 74’ Baldi |

#### Girone di ritorno
| Arbitro: | Di Maio (Palermo) |

|              |           |             |
| Perfetti 39’ | Marcatori | 76’ Gratton |

| Arbitro: | Firmi (Crema) |

|                           |           |               |
| Morelli 60’ Scarnicci 73’ | Marcatori | 61’ Marinelli |

| Arbitro: | Galatolo (Santa Margherita Ligure) |

|            |           |          |
| Savoldi 8’ | Marcatori | 29’ Lodi |

| Arbitro: | Barolo (Noale) |

|                      |           |                                               |
| Lodi 27’ Gratton 89’ | Marcatori | 36’ Bassetto 79’ Mantovani 84’ (aut.) Balloni |

| Arbitro: | Magrini (Venezia) |

|                  |           |                                       |
| Bimbi 29’ (rig.) | Marcatori | 7’ Gratton 47’ Ghiadoni 61’, 88’ Lodi |

| Arbitro: | Bellotto (Pordenone) |

|                                  |           |               |
| Ghiadoni 1’ Lodi 25’ Gratton 36’ | Marcatori | 8’ Scaramucci |

| Arbitro: | Negri (Monza) |

|             |           |             |
| Firotto 35’ | Marcatori | 53’ Gratton |

| Ancona 26 marzo 1961 25ª giornata | Anconitana          | 0 – 0 | Livorno | Stadio Dorico\| Arbitro: \| Baldassarre (Udine) \| |
| Arbitro:                          | Baldassarre (Udine) |       |         |                                                    |

| Arbitro: | Piantoni (Terni) |

|                                    |           |  |
| Cappellino 63’ (rig.) Ghiadoni 68’ | Marcatori |  |

| Arbitro: | Acernese (Roma) |

|             |           |  |
| Viacava 35’ | Marcatori |  |

| Arbitro: | Palazzo (Palermo) |

|             |           |  |
| Carpini 36’ | Marcatori |  |

| Arbitro: | Paciello (Foggia) |

|                                         |           |  |
| Baldi 17’ Farina 29’ (aut.) Turatti 53’ | Marcatori |  |

| Arbitro: | Schinetti (Brescia) |

|          |           |                                    |
| Lodi 64’ | Marcatori | 30’ Bartolini 63’ Taddei 82’ Rizzo |

| Arbitro: | Gandiolo (Alessandria) |

|                     |           |             |
| Rossi 27’ Biagi 78’ | Marcatori | 57’ Turatti |

| Arbitro: | Camozzi (Porto d'Ascoli) |

|                           |           |  |
| Galasi 24’ Lepri 40’, 78’ | Marcatori |  |

| Arbitro: | Castracane (Benevento) |

|                         |           |           |
| Ghiadoni 30’ Mungai 57’ | Marcatori | 72’ Crovi |

| Arbitro: | Recanati (Roma) |

|                           |           |                    |
| Mazzucchi 71’ Gratton 83’ | Marcatori | 87’ (rig.) Beretta |